# Criorhina vivida
Criorhina vivida är en tvåvingeart som beskrevs av Enrico Adelelmo Brunetti 1923. Criorhina vivida ingår i släktet pälsblomflugor, och familjen blomflugor. Inga underarter finns listade i Catalogue of Life.